# Ширеа, Гаэтано
Гаэта́но Шире́а (итал. Gaetano Scirea; 25 мая 1953[…], Чернуско-суль-Навильо, Ломбардия — 3 сентября 1989, Бабск, Лодзинское воеводство) — итальянский футболист, чемпион мира 1982 года, играл за «Аталанту», «Ювентус» и сборную Италии. Многими экспертами Ширеа признаётся одним из лучших защитников в истории футбола.

## Биография
Гаэтано родился в городе Чернуско-суль-Навильо в провинции Милан. Его предки были родом с Сицилии.
В Серии А дебютировал в качестве игрока «Аталанты» в матче против «Кальяри» 24 сентября 1972 года. Гаэтано называли «обаятельным чистильщиком». Ловкий, искусный, изящный, он разительно отличался от тех костоломов, которые играли на позиции последнего защитника во многих итальянских клубах конца 1960-х — начала 1970-х годов.
В 1974 году футболист перешёл в «Ювентус». За 14 сезонов, проведённых в этом клубе, Ширеа сыграл 377 матчей, забил 24 гола и семь раз становился чемпионом Италии. Также в 1983—1988 годах Гаэтано был капитаном команды.
За сборную Италии футболист дебютировал 30 декабря 1975 года в матче против Греции. Связка центральных защитников Гаэтано Ширеа — Клаудио Джентиле была одной из самых эффективных за всю историю итальянского футбола.
Один из девяти футболистов, выигравших Лигу чемпионов, Кубок УЕФА и Кубок обладателей кубков; также становился обладателем Суперкубка УЕФА и Межконтинентального кубка.
Гаэтано завершил футбольную карьеру в 1988 году и начал работать скаутом «Ювентуса», а позже — тренером.

## Гибель
3 сентября 1989 года Ширеа возвращался в Варшаву из Лодзи после просмотра матча с участием «Гурника» (будущего соперника «Ювентуса» в Кубке УЕФА) и спешил на рейс в Турин. Он добирался на автомобиле Fiat 125 вместе с переводчицей Барбарой Янушкевич и администратором «Гурника» Анджеем Исдебским. За рулём был польский водитель Генрик Паяк. Во время обгона двух фур автомобиль, в багажнике которого было четыре канистры с бензином, столкнулся с ехавшим навстречу фургоном «Жук» и мгновенно загорелся. Спастись удалось только Исдебскому. Полиции потребовалось 13 часов на опознание погибших. У футболиста осталась жена Мариэлла, ставшая политиком после смерти мужа, и сын Риккардо (род. 1977), который сегодня работает в системе клуба «Ювентус».

## Наследие
В 1992 году муниципалитетом города Чинизелло-Бальсамо была учреждена футбольная премия имени Гаэтано Ширеа.

## Достижения

### Командные
«Ювентус»
- Чемпион Италии (7): 1974/75, 1976/77, 1977/78, 1980/81, 1981/82, 1983/84, 1985/86
- Обладатель Кубка Италии (2): 1979, 1983
- Обладатель Кубка УЕФА: 1977
- Обладатель Кубка Кубков: 1984
- Победитель Кубка европейских чемпионов: 1985
- Обладатель Суперкубка УЕФА: 1984
- Обладатель Межконтинентального кубка: 1985

Сборная Италии
- Чемпион мира 1982 года

### Личные
- Введён в Зал славы итальянского футбола: 2011
- Входит в состав символической сборной по итогам чемпионата Европы по версии УЕФА: 1980